# Göran Blomhielm
Göran Blomhielm (före adlandet Blåman), född omkring 1635, död 5 februari 1714

, var en svensk ämbetsman.
Blomhielm, som slutligen blev fortifikationskamrerare, har sin egentliga betydelse som Erik Dahlberghs högra hand såväl vid hans verksamhet som generalkvartermäster som i arbetet med Suecia antiqua et hodierna. Blomhielm var en oförtruten arbetare och åtnjöt av sina förmän ett oinskränkt förtroende.

Stavningen av hans namn varierar. Förnamnet stavas ofta även Jöran, efternamnet även Blomhjelm